# Алюмотол
Алюмотол (англ. alumotrinitrotoluene; нім. Alumotrinitrotoluol, Alumotol) — водотривка вибухова речовина, що є сумішшю тротилу з алюмінієм у вигляді гранул різноманітної крупнистості. Сипкий, не злежується навіть у вологому стані. Застосовується при розробці родовищ відкритим способом. Виготовляється водною грануляцією суспензії алюмінієвого порошку в розплавленому тротилі. Придатний для механізованого заряджання свердловин будь-якого ступеня обводненості у міцних породах при розробці родовищ відкритим способом. Придатний також для вибухових робіт під водою на великих глибинах.